# Le Lieu
Le Lieu je obec na západě Švýcarska v kantonu Vaud. Žije zde 874 obyvatel.

## Geografie

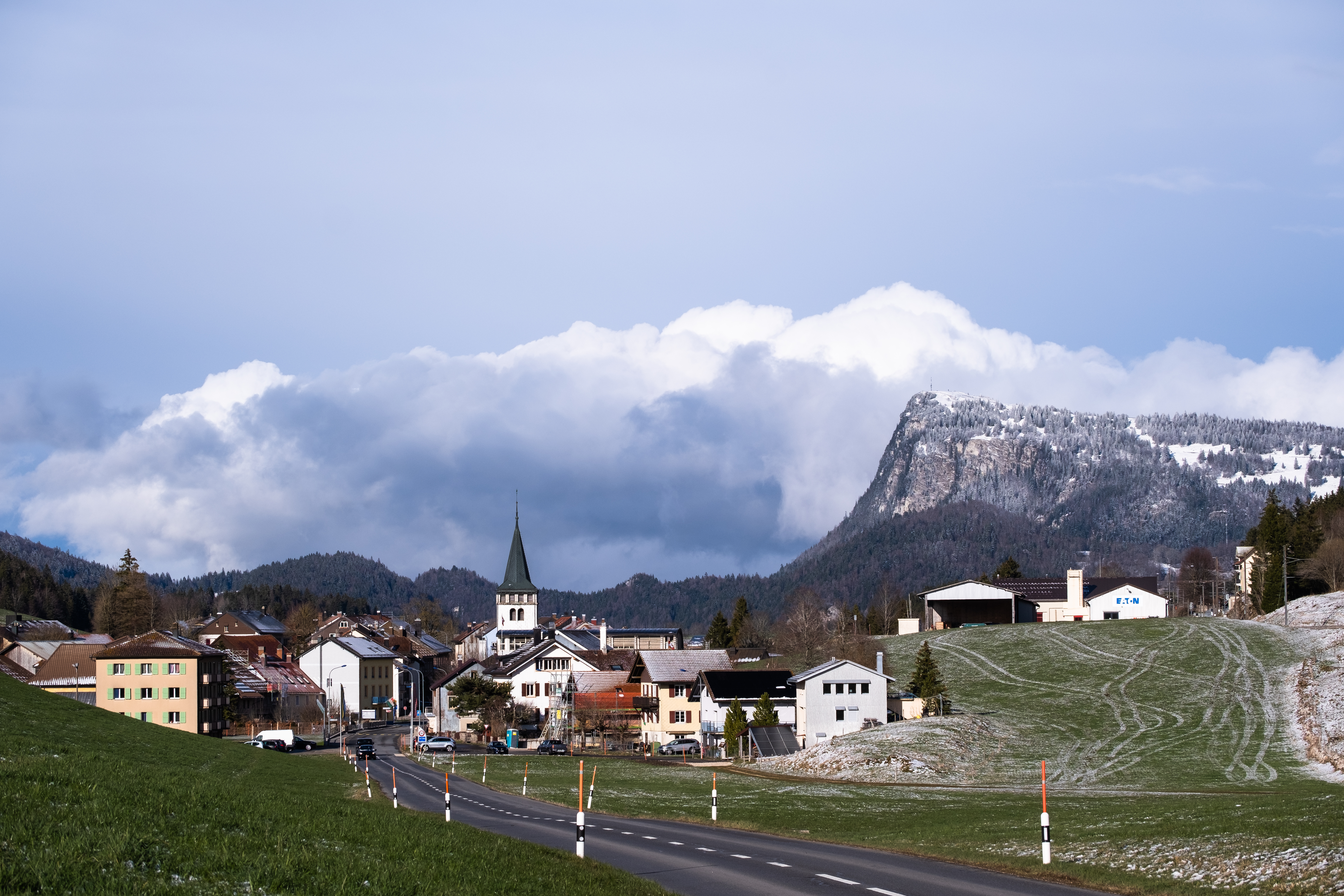
Le Lieu s masivem Dent de Vaulion v pozadí

Le Lieu leží v nadmořské výšce 1043 m, vzdušnou čarou 31 km jihozápadně od okresního města Yverdon-les-Bains a 30 km severozápadně od Lausanne. Obec leží v údolí Vallée de Joux, v kotlině oddělené od jezera Lac de Joux hřebenem Le Revers, na okraji pohoří Petit Risoux, v pohoří Vaudský Jura.
Území obce o rozloze 32,6 km² zahrnuje část Vaudského Jury a severozápadní polovinu vodní plochy jezera Lac de Joux a na severu sousedícího jezera Lac Brenet. Od strmých břehů jezera Lac de Joux se území obce rozkládá na severozápadě přes vápencový hřeben Le Revers, prohlubeň Le Lieu, kde se nachází malé jezero Lac Ter (1017 m n. m.), až k antiklinále Petit Risoux. Nejvyššího bodu Le Lieu se dosahuje na vrcholu Gros Crêt ve výšce 1419 m n. m.. Risoux je z větší části pokryt lesem, ale nachází se zde i otevřené plochy, typické jurské vysokohorské pastviny se smrky stojícími jednotlivě nebo ve skupinách, a také propadliny a deprese bez povrchového odvodnění. Na severovýchodě zasahuje oblast až k Roche des Arcs (1210 m n. m.) a průsmyku Col du Mont d’Orzeires. V roce 1997 byla 3 % rozlohy obce pokryta zastavěnou plochou, 60 % lesy a lesními porosty, 34 % zemědělstvím a necelá 3 % neproduktivní půdou.
Le Lieu zahrnuje dvě vesnice: Le Séchey (1037 m n. m.) na severovýchodním okraji povodí jezera Lac Ter a Les Charbonnières (1017 m n. m.) na jihozápadním břehu jezera Lac Brenet. K Le Lieu patří také osada Les Esserts de Rive (1008 m n. m.) na břehu jezera Lac de Joux a četné jednotlivé farmy roztroušené po výšinách Petit Risoux. Sousedními obcemi Le Lieu jsou Vallorbe, L’Abbaye a Le Chenit v kantonu Vaud a Mouthe, Sarrageois, Les Villedieu a Rochejean v sousední Francii.

## Historie

Letecký pohled (1964)

Počátky historie obce nejsou zcela doloženy. Na místě dnešního Le Lieu se pravděpodobně v 5. nebo 6. století usadil poustevník jménem Poncet. Vzniklá poustevna byla poprvé zmíněna v roce 1155 pod názvem locus dompni Pontii heremitae. Kolem roku 1200 byla poustevna opuštěna ve prospěch premonstrátského kláštera v L’Abbaye. Oblast kolem Le Lieu však byla zrekultivována a od počátku 14. století zde vzniklo několik vesnic. V roce 1408 se v listinách objevuje název Le Lieu Poncet.
Obec Le Lieu původně zahrnovala celé údolí Vallée de Joux, zhruba v hranicích pozdějšího okresu La Vallée. V letech 1334–1536 patřila k panství Les Clées. Po dobytí Vaudu Bernem v roce 1536 přešlo Le Lieu pod správu panství Les Clées v okrese Yverdon. V roce 1566 byla obec přiřazena k panství Romainmôtier. Následně se od celkové obce Le Lieu oddělily nejprve L'Abbaye (1571) a poté Le Chenit (1646). Po pádu Staré konfederace patřilo Le Lieu v letech 1798–1803 v období Helvétské republiky ke kantonu Léman, který byl poté po vstupu v platnost Ústavy o zprostředkování sloučen s kantonem Vaud. V roce 1798 byla obec přiřazena k okresu La Vallée. Od roku 1719 existovalo v Le Lieu pět místních částí, které byly v roce 1939 sloučeny do tří. Od roku 2004 existují pouze dvě místní části, protože osada Le Lieu byla jako samostatná místní část zrušena. Tyto místní části mají určitou míru částečné autonomie.

## Obyvatelstvo
| Rok            | 1764 | 1850 | 1880 | 1900 | 1910 | 1930 | 1950 | 1960 | 1970 | 1980 | 1990 | 2000 |
| Počet obyvatel | 980  | 999  | 1003 | 1161 | 1037 | 917  | 1020 | 970  | 924  | 703  | 750  | 795  |

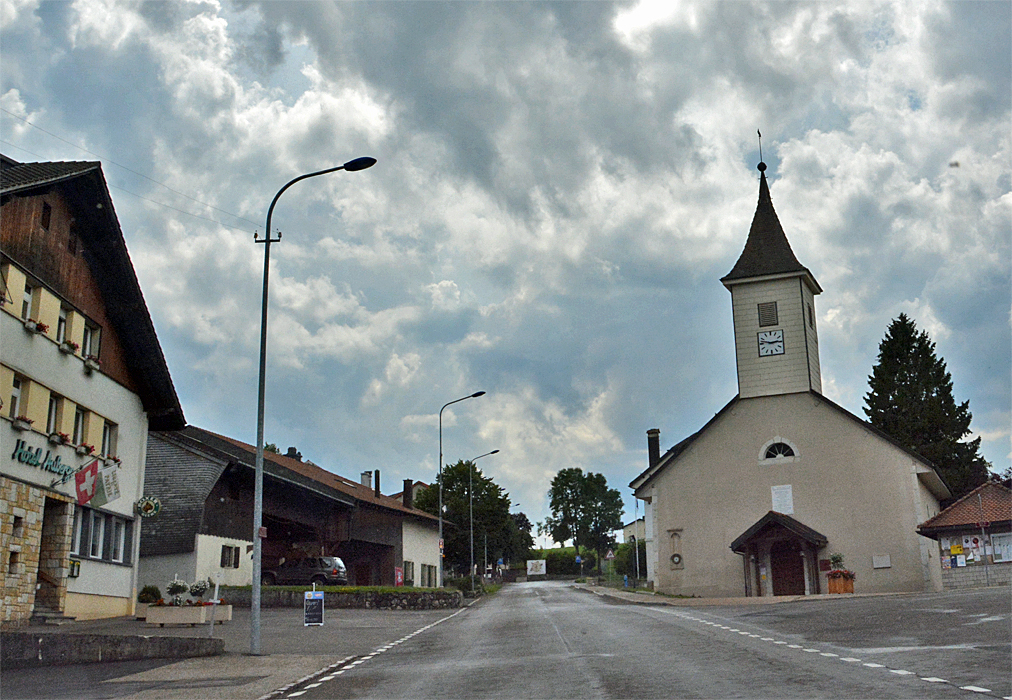
Les Charbonnières

88,4 % obyvatel hovoří francouzsky, 3,5 % německy a 2,5 % italsky (stav v roce 2000). V roce 1860 žilo v Le Lieu celkem 1024 obyvatel a v roce 1900 1161 obyvatel. Následoval pokles (970 obyvatel v roce 1960), který se masivně prohloubil během hospodářské krize v 70. letech 20. století. V letech 1970–1980 počet obyvatel klesl nejvýrazněji, a to o více než 200. Od té doby je opět pozorován mírný vzestupný trend.

## Hospodářství
Kromě zemědělství se v Le Lieu brzy rozvíjela řemeslná a průmyslová činnost. Tento rozvoj začal těžbou železa v Les Charbonnières, která je doložena od roku 1514. Několik malých železáren bylo v provozu až do 18. století. Od 16. století se v okolí Les Charbonnières kácelo dřevo, které se zpracovávalo na dřevěné uhlí (odtud název obce). To bylo potřeba pro tavicí pece ve Vallorbe. V letech 1650 až 1750 se v Le Lieu provozovala také kovovýroba. Kolem poloviny 18. století nahradilo tyto živnosti hodinářství, které se zpočátku provozovalo v domácnostech a od poloviny 19. století v továrnách.
Dnes se obyvatelé živí především hodinářstvím, elektronikou, kovovýrobou, výrobou rozváděčů, informačními technologiemi, pilami a zpracováním dřeva. Několik pracovních míst je také v odvětví cestovního ruchu. Zemědělství má jen menší význam, zabývá se chovem dobytka a mléka a výrobou sýra Vacherin. Od roku 1985 je v Le Lieu domov pro osoby se zdravotním postižením.

## Doprava

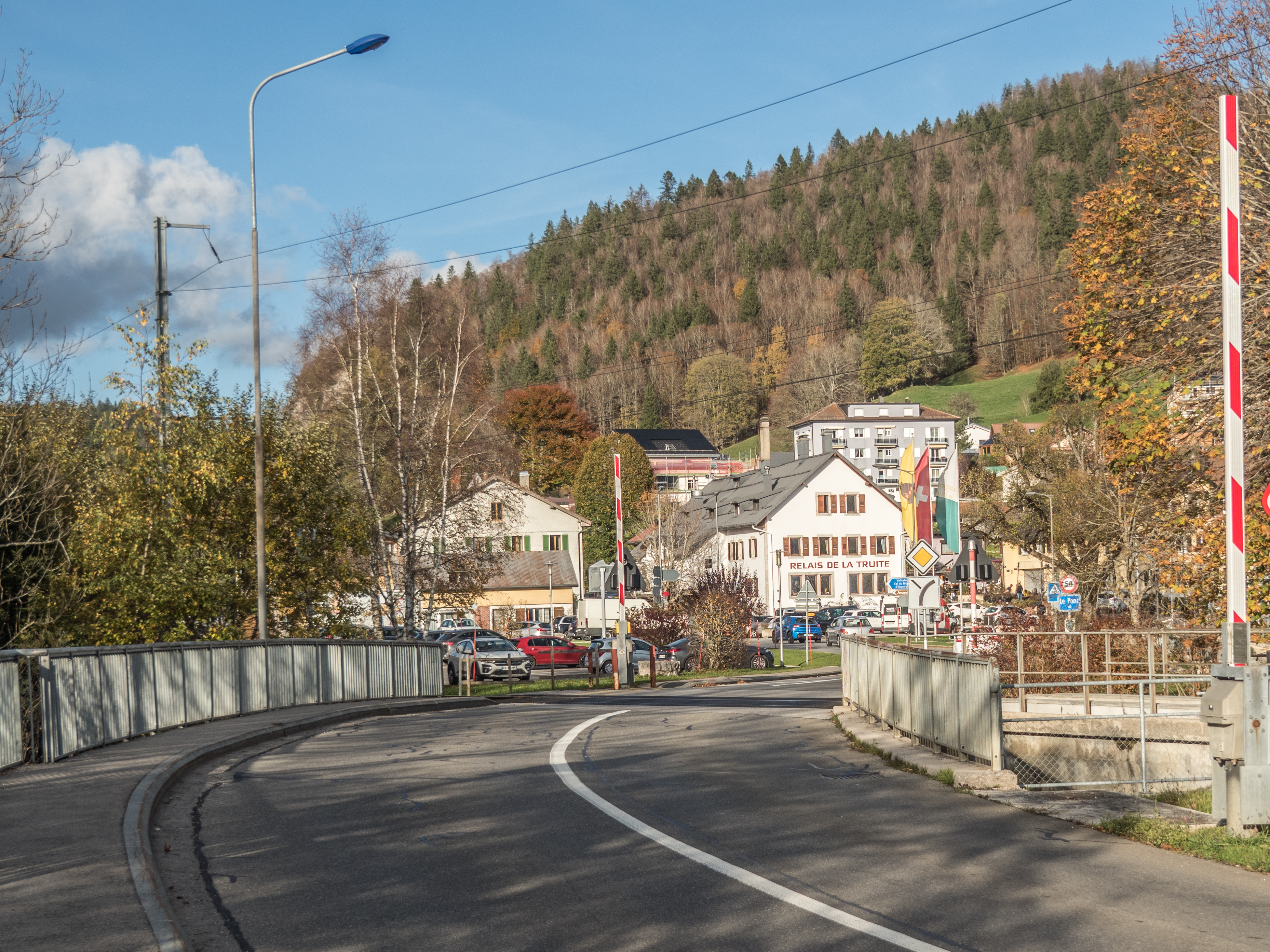
Hlavní silnice přes obec

Obec leží na hlavní silnici z Vallorbe do Le Sentier. Z Les Charbonnières vede silnice přes Risoux do Mouthe ve Francii. Dne 21. srpna 1899 otevřela železnice Pont-Brassus (PBr) železniční trať mezi Le Pont a Le Brassus. Železniční stanice a zastávky jsou v Les Charbonnières, Le Séchey, Le Lieu a Les Esserts de Rive.